# 성정론
성정론(性情論)은 유학에서 인간의 마음을 다루어 온 흐름이다. 성선설, 성악설이 대표적인 논쟁이다.

## 성
성(性)은 성리학에서 각각의 개체에 깃들어 있는 리(理)를 뜻한다. 본래 성이란 어떤 존재가 태어나면서부터 가지고 있는 선천적인 욕구나 성향을 뜻하는 단어다. 일반적으로 본성을 말할 때는 사람의 본성, 개의 본성, 느티나무의 본성 등과 같이 ‘…의 본성’이라고 해야 의미가 성립한다. 대개 본성이란 특정한 종(種) 내지 개체의 성질을 가리키는 말이기 때문이다. 그런데 신유학적 사유에서는 본성 개념의 생득성 못지않게 보편성의 측면이 강조된다. 성리학의 핵심명제인 ‘성즉리(性卽理)’는 본성이 각기 다른 만물의 개체적 속성에 불과한 것이 아니라 우주 전체를 통괄하는 하나의 원리와 일치함을 주장하는 말이다. 이를 통해 성 개념은 특정 개체가 지닌 욕구나 성향이라는 특수성에서 벗어나 모든 개체에 내재해 있는 보편성의 의미를 가지게 된다. 즉 각각의 존재가 동일한 리를 부여받았기 때문에 사람, 개, 느티나무의 본성이 서로 다르지 않고 궁극적으로 같다고 보는 것이 성리학의 본성론이다. 아울러 맹자의 사유를 계승해 본성을 선한 것으로 규정하고 이를 절대 원리의 차원으로 격상시킨 것 역시 성리학의 특징적인 면이다. 절대선인 우주의 원리가 모든 인간에게 동일하게 내재해 있다는 논리를 통해 성리학은 성선설의 형이상학적 근거를 마련한다.

## 정
정(情)은 인간에게 잠재해 있는 본성이 어떤 외부사물 또는 사건과 대면하였을 때 드러나는 마음의 양태를 뜻한다. 선한 본성이 우물에 빠지려는 아이를 보았을 때 측은지심이라는 감정의 형태로 드러나는 것이 대표적인 예다. 이처럼 형이상의 원리인 본성이 현상세계에서 표출될 때 정의 형태로 나타나는 것을 일컬어 ‘성발위정(性發爲情)’이라고 한다. 그렇게 볼 때 성과 정의 관계는 본체와 현상의 관계라 할 수 있다. 즉 성은 정의 근거가 되고 정은 성의 발현이 된다. 양자의 관계를 이기론의 맥락에서 보면 성은 리의 영역, 정은 기의 영역에 속한다. 형체가 없는 리가 기라는 매개를 통해 현상세계에 드러나는 것처럼 성 역시 정이라는 형식을 통해 현상화된다. 즉 인간의 본성은 형체를 가지지 않은 원리이기 때문에 그것이 마음에서 발현될 때에는 정의 형태로 드러나는 것이다.
‘정(情)’은 편의상 감정, 정감 등의 단어로 번역되곤 하지만, 성리학에서 말하는 정 개념은 오늘날 통용되는 감정이나 정감의 의미와 다르다는 점에 유념해야 한다. 현대 한국어에서 감정 내지 정감이란 이성과 대비되는 의미에서 감성의 영역에 속하는 심리적 느낌 내지 기분(feeling, emotion, sentiment) 등을 뜻한다. 그와 달리 성리학의 정은 그와 같은 감정과 정감 뿐만 아니라 인간이 외부사물에 대해 표출하는 모든 인지적․정서적 반응을 총칭하는 개념이다. 맛있는 음식을 보았을 때 먹고 싶다는 욕구가 드는 것도 정이고 책을 읽으며 그 내용을 생각하는 것 역시 정이다. 말하자면 정은 인간이 대상과 접촉할 때 떠올리는 일체의 생각을 가리키는 개념이라고 볼 수 있다.

## 같이 보기
- 이기론
- 심 (성리학)